# Église Notre-Dame-de-l'Assomption de Neuville-sur-Saône
Pour les articles homonymes, voir Église Notre-Dame-de-l'Assomption.
L'église Notre-Dame-de-l'Assomption est un édifice religieux catholique français, situé à Neuville-sur-Saône dans la métropole de Lyon.

## Histoire
En 1630, Camille de Neufville de Villeroy, abbé commendantaire de l'abbaye d'Ainay, à Lyon, achète une propriété à Vimy, petit bourg situé au bord de la Saône, à 15 kilomètres au nord de Lyon. Il entreprend d'en faire une résidence somptueuse. Sacré archevêque de Lyon, primat des Gaules, en 1654, il continue à embellir et à agrandir son domaine, et décide de remplacer la modeste église du petit village par un édifice plus important.
Les fondations débutent le 7 décembre 1677 et la pose de la première pierre de la nouvelle église a lieu le 3 juillet 1678. L'église est consacrée par Camille de Neuville le 8 septembre 1681, jour de la Nativité de la Vierge, et dédiée à Notre-Dame de l'Assomption. C'est en remerciement de ce don que leur évêque leur avait fait que les paroissiens de Vimy souhaitèrent donner à leur village le nom de Neuville-l'Archevêque, devenu Neuville-sur-Saône après la Révolution.
La façade est entièrement refaite en 1894 par l'architecte Chaumel à la demande du curé Béraud, dans un style différent qui dénature quelque peu l'édifice. L'église est restaurée par l'architecte Curtelin en 1962, et la façade en 1981. Entre 2007 et 2011, la toiture et les murs extérieurs sont rénovés, redonnant à l'édifice son éclat initial.

## Description
L'église est située au centre de la commune, entre les rues Camille au nord et Gacon au sud. Elle constitue l'église paroissiale de Neuville et le cœur du secteur paroissial Saint-Christophe-des-deux-rives.
Construite entre 1678 et 1681 à l'initiative de Mgr Camille de Neuville, elle a été partiellement modernisée au XIXe siècle et restaurée aux XXe et XXIe siècles. Plusieurs éléments de décoration intérieure sont classés monuments historiques.
Ses décors baroques représentatifs de ce qui ornait les églises lyonnaises avant la Révolution française sont parmi les seuls à être restés intacts dans la région.

### Architecture
Le bâtiment comporte une nef unique, sans transept, mais flanquée de chapelles latérales insérées entre les contreforts extérieurs, et de deux tours-clochers en forme de lanterneaux inspirés de ceux de l'église de l'Hôtel-Dieu de Lyon construits un peu plus tôt en 1665-1666 par le maître maçon Jacques Abraham. Le chevet est doublé d'un bâtiment bas semi-circulaire qui l'enserre et se raccorde au gabarit extérieur des tours-clochers et des chapelles. Il est construit en pierres dorées de Couzon, qui lui donnent aujourd'hui encore un cachet particulier, malgré la façade en pierre blanche surajoutée au XIXe siècle.
Le chœur, qui occupe près de la moitié de la longueur de l'édifice, est séparé de la nef par deux marches. Il est bordé de deux rangées de stalles surmontées de larges panneaux peints, et décoré d'un ensemble de boiseries sculptées remarquable réalisées au XVIIIe siècle par Michel Perrache, son fils Antoine-Michel Perrache et Jean-Antoine Morand, trois ingénieurs lyonnais. L'abside, semi-circulaire, est en style néo-roman. Elle est éclairée par deux rangs de vitraux représentant les grands épisodes de la vie de Marie. Au centre se tient un calvaire, éclairé indirectement. Le maître-autel, en marbre blanc, est relevé par trois marches elles aussi en marbre.

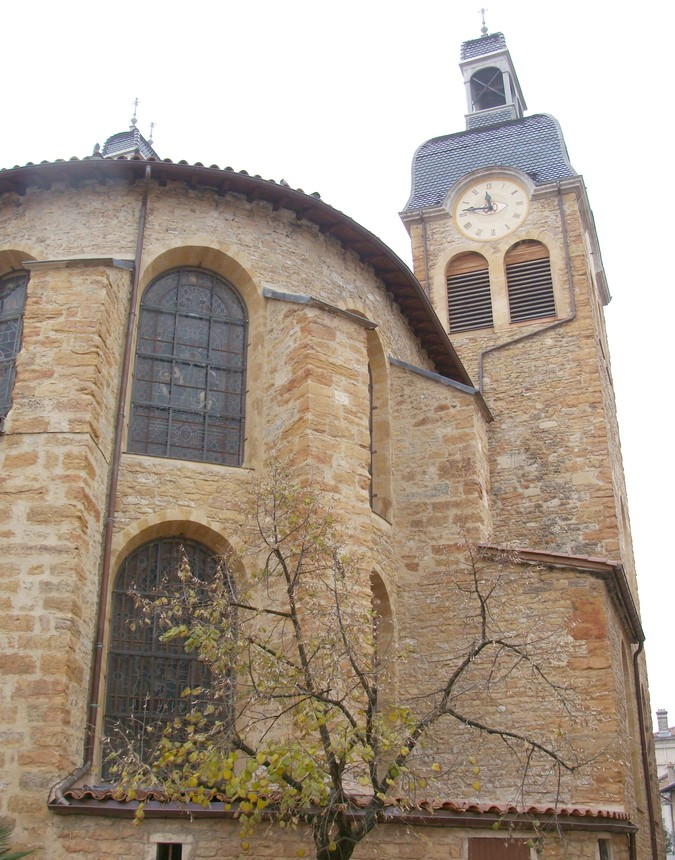
Le chevet de l'église et le clocher nord, faisant apparaître la construction en « pierres dorées ».
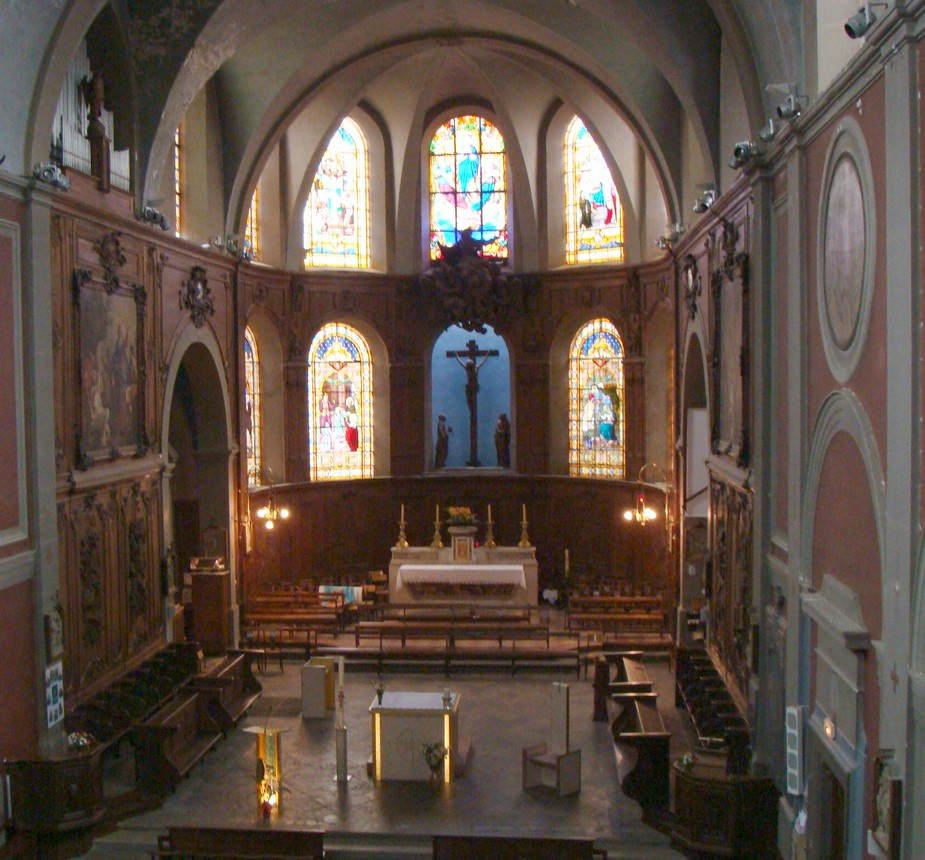
Vue d'ensemble de la nef et du chœur
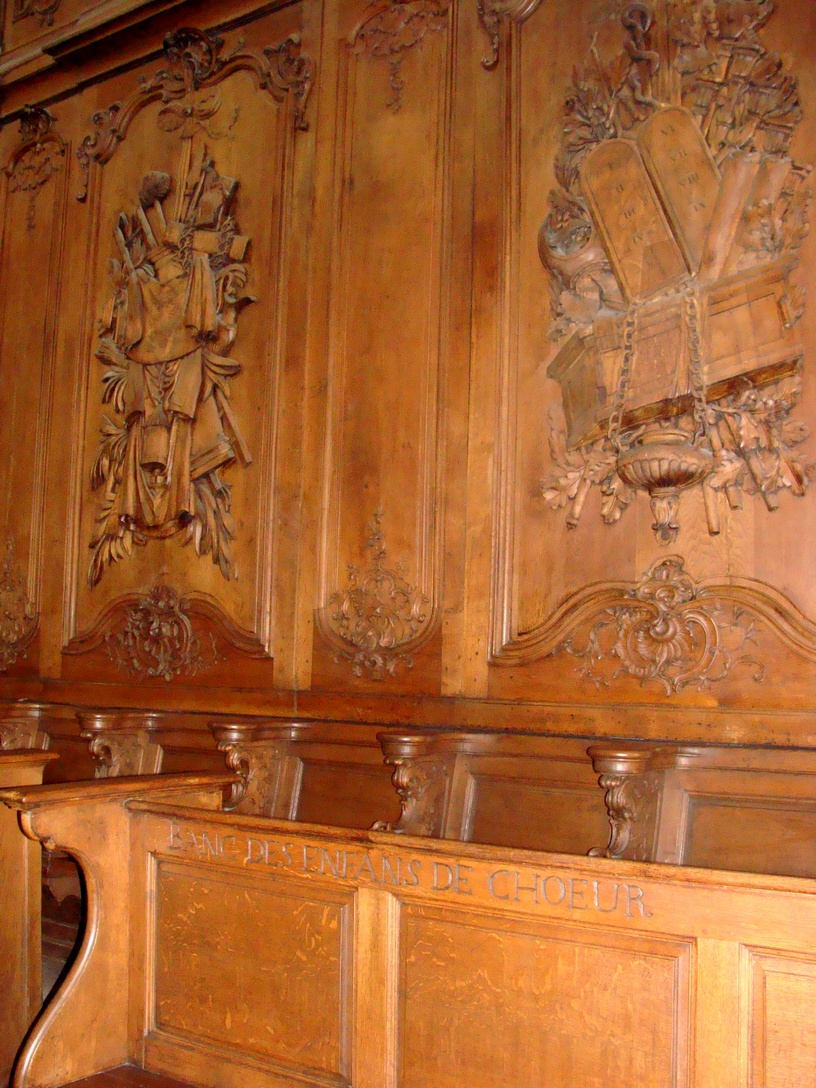
Les stalles surmontées de panneaux de bois sculptés, en avant-chœur, côté droit
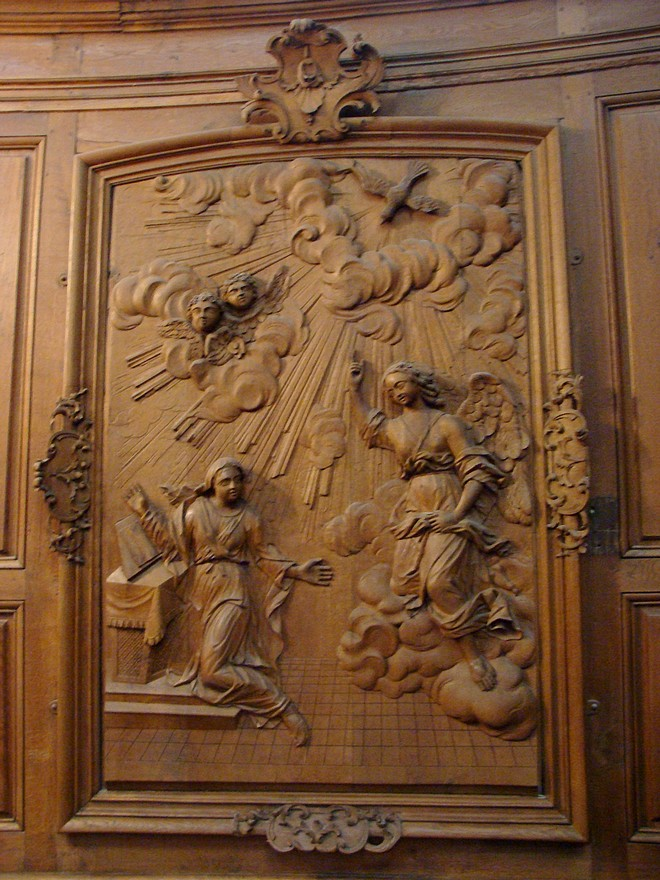
L'Annonciation, panneau de bois sculpté à l'entrée du chœur, côté gauche
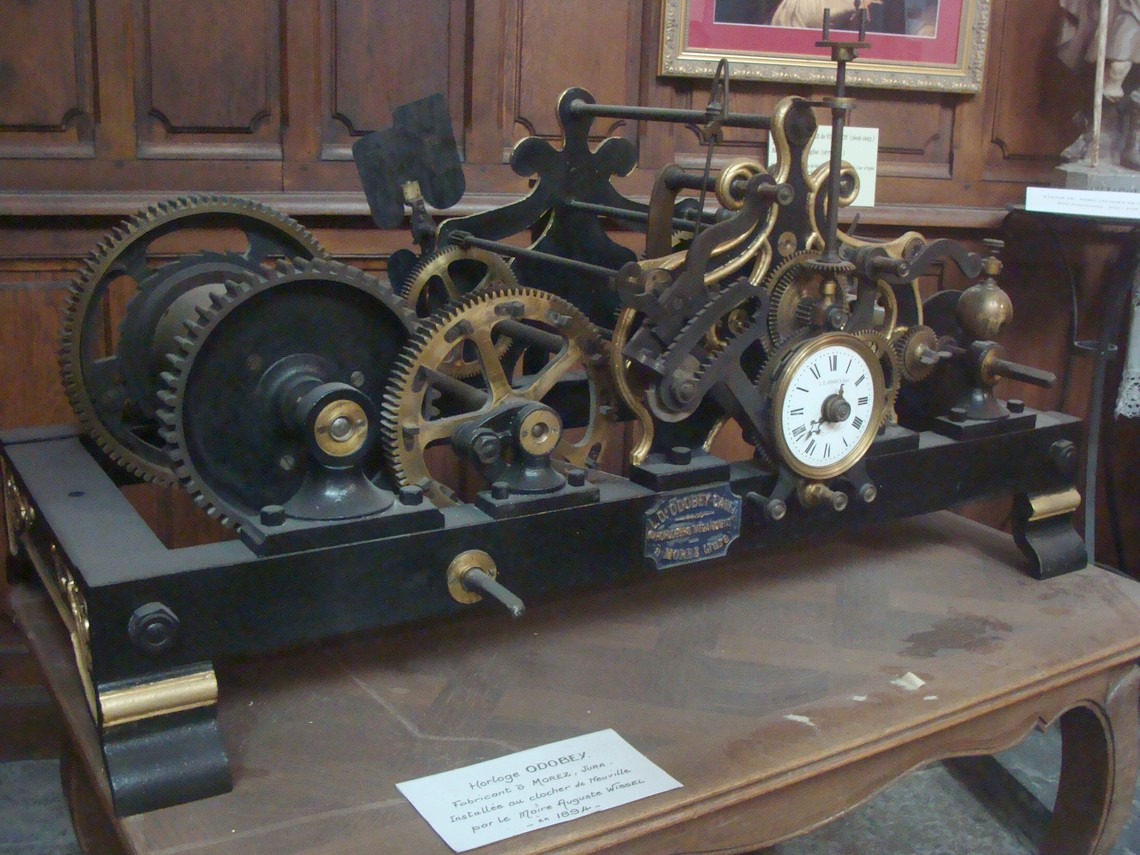
Horloge Louis Delphin Odobey Cadet - Morez

### Patrimoine
Les stalles ont été classées monuments historiques en 1904. Les tableaux de l'avant-chœur et les sculptures du chœur, réhabilités en 1962, ont été classés en 1982. L'orgue, qui provient du couvent des Cordeliers de Lyon, a été restauré en 1957, mais ses jeux anciens des XVIIe et XVIIIe siècles ont été conservés.